# Gunnar Cyrèn
Gunnar Cyrèn (Gävle, 23 luglio 1931 – Gävle, 31 ottobre 2013) è stato un designer svedese.

## Formazione
Cyrèn ha ricevuto diplomi come orafo argentiere all'Istituto superiore di Arti industriali e l'Istituto universitario di Arti, Mestieri e Design, tra il 1951 e il 1956.

## Attività
La sua carriera è iniziata lavorando come designer nella vetreria Orrefors . Nei '70 è stato progettista all'interno della Dansk International Designs  e la Gefle Porslinsfabrik.

## Contributo e opere
La ciotola laminata in vetro con figure di orsi, esposta al Museo nazionale di Stoccolma, sintetizza i principi del suo fare progetto: precisione, raffinatezza e particolari artigianali, mentre i suoi calici ‘'Pop'’ con steli decorati con strisce colorate rappresentavano il clima gioioso del periodo.
Nel 1991 ha disegnato un servizio da tavola in vetro per il 90º anniversario della Fondazione Nobel.

## Premi
Nel 1966 ha ottenuto il premio Lunning.
Nel 1988 ricevette la medaglia Prince Eugen.